# Мини-ТЭЦ «Центральная»
Мини-ТЭЦ «Центральная» — газотурбинная тепловая электростанция (малая теплоэлектроцентраль) в городе Владивостоке на острове Русский. Обеспечивает энергоснабжение Дальневосточного федерального университета. Собственник станции — АО «ДВЭУК—ГенерацияСети», дочернее общество ПАО «РусГидро».

## Конструкция станции
Мини-ТЭЦ «Океанариум» представляет собой тепловую газотурбинную электростанцию с комбинированной выработкой электроэнергии и тепла (ГТУ-ТЭЦ). Установленная мощность электростанции — 33 МВт, тепловая мощность — 123,3 Гкал/час. Основное топливо — природный газ, аварийное — дизельное топливо.
Основное генерирующее оборудование станции включает в себя пять газотурбинных установок GRB 70D мощностью по 6,6 МВт с котлами-утилизаторами ECO-SPI-5,5, а также шесть пиковых водогрейных котлов ТТ 100. Производитель газовых турбин — фирма Kawasaki (Япония), котлов-утилизаторов — фирма Rosink (Германия), пиковых водогрейных котлов — ООО «Энтророс» (Россия). Электроэнергия выдается потребителям через закрытое распределительное устройство напряжением 35 кВ по ВЛ-35 кВ ТЭЦ Центральная — Коммунальная (2 цепи) с отпайкой на ПС Океанариум, тепловая энергия — по тепломагистрали длиной 2,8 км. Также в составе оборудования станции имеются две резервные дизель-генераторные установки мощностью по 1 МВт.

## Экономическое значение
Основное назначение станции — снабжение электроэнергией и теплом кампуса Дальневосточного федерального университета. Вместе с Мини-ТЭЦ «Северная» и «Океанариум» составляет энергетический кластер острова Русский.

## История строительства и эксплуатации
Строительство электростанции было начато в начале 2010 году в рамках подготовки к саммиту АТЭС 2012 года во Владивостоке, изначально завершить строительные работы планировалось в том же году. В октябре 2010 года первый пусковой комплекс станции в составе двух водогрейных котлов начал выработку тепловой энергии. Вырабатывать электроэнергию станция начала в 2012 году. Изначально станции энергетического кластера острова Русский проектировались для работы в изолированном режиме, но позднее было принято решение о присоединении острова к единой энергосистеме путём прокладки кабельной линии напряжением 220 кВ, что позволило закрыть потребности острова в электроэнергии. Потребности в теплоснабжении также оказались значительно меньше ожидаемых, в результате мини-ТЭЦ «Центральная» работает с невысокой загрузкой. С момента пуска станция эксплуатировалась АО «ДВЭУК», с 2019 года — АО «ДВЭУК—ГенерацияСети», которое в 2022 году перешло под контроль ПАО «РусГидро».